# テテ・クワシ

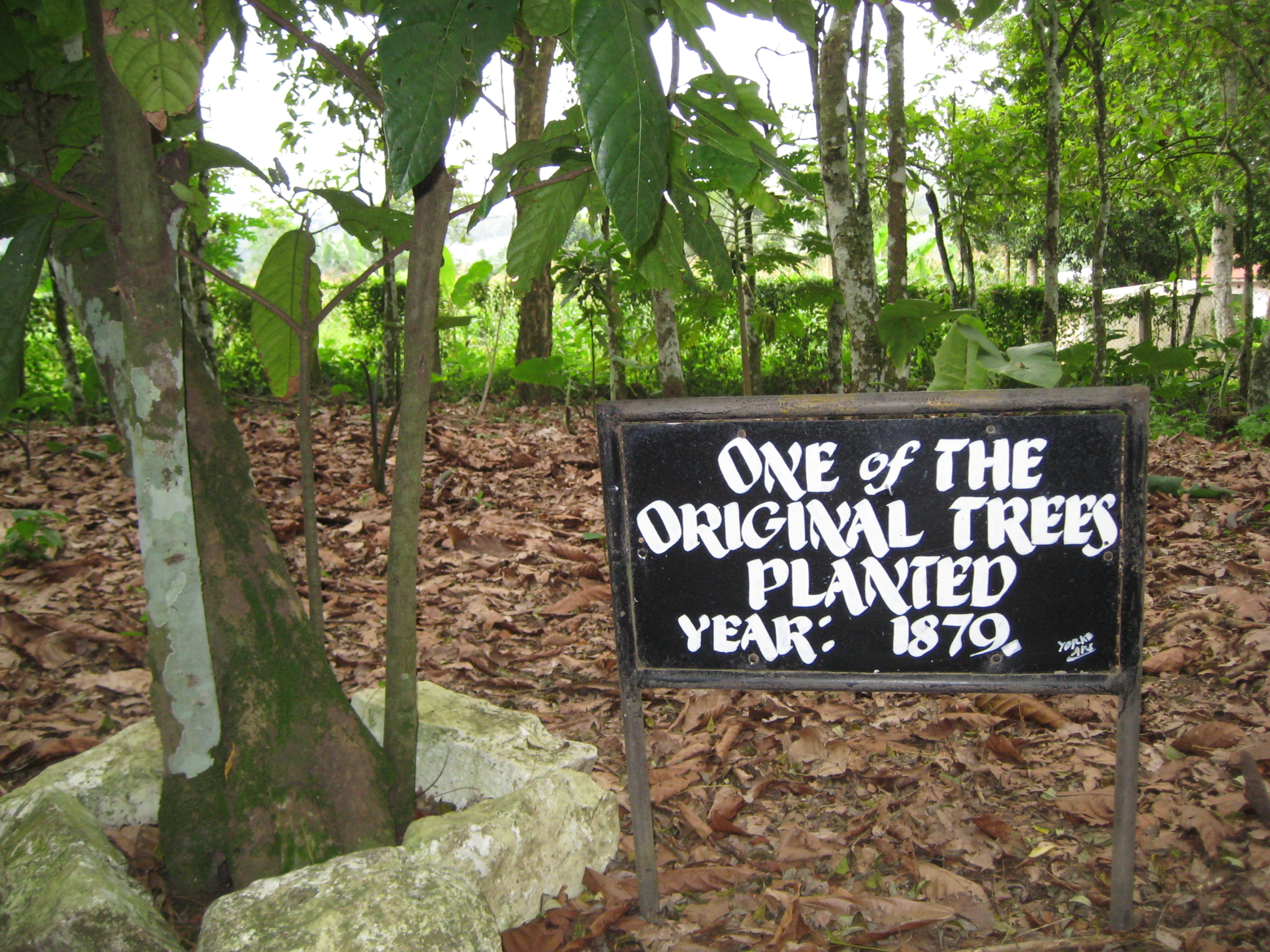
テテ・クワシ記念農園にある、1879年に植えられた最初のカカオの木のひとつ

テテ・クワシ（Tetteh Quarshie、1842年 -　1892年12月25日）は、ガーナにはじめてカカオの木をもたらしたとされる人物。民族的にはガ人である。

## 生涯
クワシは1842年に英領ゴールドコーストのアクラに近いアクアピン丘陵のマンポン村で生まれ、宣教師団の教育を受け、成人して鍛冶屋となった。
1870年、クワシは当時スペイン領だったフェルナンドポー島（現在の赤道ギニア領ビオコ島）に鍛冶屋として出稼ぎに行き、農園でカカオの木をはじめて目にした。当時フェルナンドポー島はカカオの大生産地となっており、島中にカカオ農園が広がっていた。
クワシはカカオの木が陰樹であり、ゴールドコーストの主食であり大きくなり適度な木陰を作るバナナや根元で肥沃な土を作るキャッサバやヤムイモとの混栽が可能であることに目をつけ、食糧生産と両立できる商品作物として有望だと考えた。
1876年、6年間の出稼ぎを終えてゴールドコーストに帰国する際、クワシはカカオの種を携え、故郷のマンポン村に種を蒔いた。1879年にカカオの最初の収穫がはじまり、クワシはその種を友人や親戚に分け与え、カカオの栽培を勧めた。ゴールドコーストの気候はカカオ栽培に適しており、さらに自営小農にとって栽培しやすい換金作物であったため、カカオの栽培はガーナ南部に急速に広まっていった。クワシは1892年の12月25日に亡くなったが、その一年前の1891年にはゴールドコーストから最初のカカオが輸出されるようになっていた。

## 影響
クワシの死後、カカオ栽培はゴールドコーストの基幹産業となった。1911年にはゴールドコーストは世界最大のカカオ生産国となり、この地方に富をもたらした。その富をもとに、1957年にゴールドコーストはクワメ・エンクルマのもとでガーナ共和国としてブラックアフリカ初の独立を果たした。ガーナ政府の失政によりカカオ生産でのガーナのシェアは落ちたものの、クワシは現在でもカカオ栽培の父としてガーナ国内で尊敬を受けており、マンポン村にはクワシが最初にカカオを栽培した農園がテテ・クワシ記念農園として残っている。また、テテ・クワシ記念病院やテテクワシ・サークルなど、彼の名を冠した施設も多い。
ガーナの旧10セディ札にはクワシの肖像が図案となっており、また2007年より導入された新セディ札には、すべての金種の札にクワシとカカオの実の透かしが入っている。